# Can Pous (Salt)
Can Pous és una obra de Salt (Gironès) protegida com a bé cultural d'interès local.

## Descripció
Casa unifamiliar aïllada de planta quadrada i coberta de teula a quatre vessants. Es desenvolupa en planta baixa i dues plantes pis. La façana principal ofereix un cert interès. És arrebossada i pintada i presenta elements geomètrics ornamentals realitzats amb totxo, que formen franges horitzontals al voltant de les obertures i en el ràfec perimetral de remat. La façana principal presenta un esquema compositiu amb tres eixos verticals, emfasitzant el central amb la col·locació de la porta d'accés.